# Список наград и номинаций телесериала «Сверхъестественное»
Список наград и номинаций американского телесериала «Сверхъестественное». С 2006 года телесериал и работающая над ним команда номинировался и получал награды в 14 основных премиях, присуждаемых в области телевидения.

## Constellation Awards
Основанная в 2007 году Constellation Awards — ежегодная Канадская премия, присуждаемая за лучшие научно-фантастические и фэнтезийные произведения и достижения прошлого года.
| Год  | Номинируемая работа  | Категория | Результат |
| ---- | -------------------- | --- | --------- |
| 2007 | «Сверхъестественное» | Лучший фантастический телесериал 2006 года | Номинация |
| 2007 | «Сверхъестественное» | Выдающийся вклад в канадское телевидение и фантастические фильмы в 2006 году                                                                                  | Номинация |
| 2007 | Дженсен Эклс         | Лучшая мужская роль в серии фантастического телесериала в 2006 году (1-я серия 2-го сезона «Когда придёт мой смертный час»)                                   | Номинация |
| 2007 | Джаред Падалеки      | Лучшая мужская роль в серии фантастического телесериала в 2006 году (9-я серия 2-го сезона «Кроатон»)                                                         | Номинация |
| 2007 | Серж Ладокур         | Лучшее техническое сопровождение в фантастическом фильме или ТВ-постановке в 2006 году — Кинематограф                                                         | Номинация |
| 2007 | EntityFX             | Лучшее техническое сопровождение в фантастическом фильме или ТВ-постановке в 2006 году — Визуальные эффекты                                                   | Номинация |
| 2007 | Эрик Крипке          | Лучший сценарий серии фантастического телесериала в 2006 году (1-я серия 2-го сезона «Когда придёт мой смертный час»)                                         | Номинация |
| 2008 | «Сверхъестественное» | Лучший фантастический телесериал 2007 года | Номинация |
| 2008 | «Сверхъестественное» | Выдающийся вклад в канадское телевидение и фантастические фильмы в 2007 году                                                                                  | Номинация |
| 2008 | Дженсен Эклс         | Лучшая мужская роль в серии фантастического телесериала в 2007 году (20-я серия 2-го сезона «Что есть и чему никогда не бывать»)                              | Номинация |
| 2008 | Джаред Падалеки      | Лучшая мужская роль в серии фантастического телесериала в 2007 году (14-я серия 2-го сезона «Рождённый под дурным знаком»)                                    | Номинация |
| 2008 | Раель Такер          | Лучший сценарий серии фантастического телесериала в 2007 году (20-я серия 2-го сезона «Что есть и чему никогда не бывать»)                                    | Победа    |
| 2009 | «Сверхъестественное» | Лучший фантастический телесериал 2008 года | Номинация |
| 2009 | «Сверхъестественное» | Выдающийся вклад в канадское телевидение и фантастические фильмы в 2008 году                                                                                  | Номинация |
| 2009 | Дженсен Эклс         | Лучшая мужская роль в серии фантастического телесериала в 2008 году (3-я серия 4-го сезона «В начале»)                                                        | Номинация |
| 2009 | Джереми Карвер       | Лучший сценарий серии фантастического телесериала в 2008 году (3-я серия 4-го сезона «В начале»)                                                              | Номинация |
| 2009 | Серж Ладокур         | Лучшее техническое сопровождение в фантастическом фильме или ТВ-постановке в 2006 году — Кинематограф (5-я серия 4-го сезона «Ужастики»)                      | Номинация |
| 2010 | «Сверхъестественное» | Лучший фантастический телесериал 2009 года | Победа    |
| 2010 | Дженсен Эклс         | Лучшая мужская роль в серии фантастического телесериала в 2009 году (4-я серия 5-го сезона «Конец»)                                                           | Номинация |
| 2010 | Миша Коллинз         | Лучшая мужская роль в серии фантастического телесериала в 2009 году (20-я серия 4-го сезона «Вознесение»)                                                     | Номинация |
| 2010 | Алона Тал            | Лучшая женская роль в серии фантастического телесериала в 2009 году (10-я серия 5-го сезона «Оставь надежду...»)                                              | Номинация |
| 2011 | «Сверхъестественное» | Лучший фантастический телесериал 2010 года | Номинация |
| 2012 | «Сверхъестественное» | Лучший фантастический телесериал 2011 года | Номинация |
| 2012 | «Сверхъестественное» | Выдающийся вклад в канадское телевидение и фантастические фильмы в 2011 году                                                                                  | Номинация |
| 2012 | Миша Коллинз         | Лучшая мужская роль в серии фантастического телесериала в 2011 году (15-я серия 6-го сезона «Весь мир — театр»)                                               | Номинация |
| 2012 | Джим Бивер           | Лучшая мужская роль в серии фантастического телесериала в 2011 году (10-я серия 7-го сезона «На пороге смерти»)                                               | Номинация |
| 2012 | Бен Эдлунд           | Лучший сценарий серии фантастического телесериала в 2011 году (15-я серия 6-го сезона «Весь мир — театр»)                                                     | Номинация |
| 2012 | Иван Хэйден          | Лучшее техническое сопровождение в фантастическом фильме или ТВ-постановке в 2011 году — Визуальные эффекты (1-я серия 7-го сезона «Встречайте нового босса») | Номинация |
| 2013 | «Сверхъестественное» | Лучший фантастический телесериал 2012 года | Номинация |
| 2013 | «Сверхъестественное» | Выдающийся вклад в канадское телевидение и фантастические фильмы в 2012 году                                                                                  | Номинация |
| 2013 | «Сверхъестественное» | Лучшее техническое сопровождение в фантастическом фильме или ТВ-постановке в 2012 году — Визуальные эффекты                                                   | Номинация |
| 2013 | «Сверхъестественное» | Лучший сценарий фантастического телесериала в 2011 году | Номинация |
| 2013 | Джаред Падалеки      | Лучшая мужская роль в серии фантастического телесериала в 2012 году (17-я серия 7-го сезона «Вспомнить всё»)                                                  | Номинация |
| 2013 | Дженсен Эклс         | Лучшая мужская роль в серии фантастического телесериала в 2012 году (1-я серия 8-го сезона «Поговорим о Кевине»)                                              | Номинация |
| 2013 | Фелиция Дэй          | Лучшая женская роль в серии фантастического телесериала в 2012 году (20-я серия 7-го сезона «Девушка с татуировкой „подземелья и драконы“»)                   | Номинация |
| 2014 | «Сверхъестественное» | Лучший фантастический телесериал 2013 года | Номинация |
| 2014 | Джереми Карвер       | Лучший сценарий серии фантастического телесериала в 2013 году (23-я серия 8-го сезона «Жертва»)                                                               | Победа    |
| 2014 | Марк Мелош           | Лучшее техническое сопровождение в фантастическом фильме или ТВ-постановке в 2013 году                                                                        | Номинация |
| 2014 | Фелиция Дэй          | Лучшая женская роль в серии фантастического телесериала в 2013 году (20-я серия 8-го сезона «Игромания»)                                                      | Номинация |

## EWwy Awards
Премия, созданная Entertainment Weekly. Присуждается достойным актёрам, не номинированным на Прайм-тайм премию «Эмми».
| Год  | Номинируемая работа | Категория                                   | Результат |
| ---- | ------------------- | ------------------------------------------- | --------- |
| 2008 | Дженсен Эклс        | Лучшая мужская роль в драматическом сериале | Победа    |
| 2010 | Дженсен Эклс        | Лучшая мужская роль в драматическом сериале | Победа    |

## Fangoria Chainsaw Awards
The Fuse Fangoria Chainsaw Awards — премия, созданная американским журналом «Fangoria», который специализируется на фильмах ужасов.
| Год  | Номинируемая работа  | Категория                 | Результат |
| ---- | -------------------- | ------------------------- | --------- |
| 2006 | «Сверхъестественное» | Самый страшный телесериал | Номинация |

## GLAAD Media Awards
Премия GLAAD Media Awards, ежегодно вручаемая американским Альянсом геев и лесбиянок против диффамации людям, оказавшим наиболее заметное влияние на развитие гей-культуры, средствам массовой информации, объективно освещающим проблемы ЛГБТ-людей, а также фильмам, сериалам и программам, способствующим укреплению положительного имиджа ЛГБТ.
| Год  | Номинируемая работа  | Категория                                                                         | Результат |
| ---- | -------------------- | --------------------------------------------------------------------------------- | --------- |
| 2009 | «Сверхъестественное» | Лучшая серия сериала (13-я серия 3-го сезона «Духоловы»)                          | Номинация |
| 2010 | «Сверхъестественное» | Лучшая серия сериала (5-я серия 9-го сезона «Собачий полдень Дина»)               | Номинация |
| 2014 | «Сверхъестественное» | Лучшая серия сериала (11-я серия 8-го сезона «Ролевая игра и настоящая девчонка») | Номинация |

## Golden Reel Awards
Премия присуждается организацией Motion Picture Sound Editors (MPSE) за достижения в области монтажа диалогов, дублирования, создания звуковых эффектов, шумов и музыкального сопровождения.
| Год  | Номинируемая работа | Категория | Результат |
| ---- | --- | --- | --------- |
| 2006 | Майкл Лоуши (контролирующий редактор звука), Тимоти Кливленд (редактор звука/дизайн звука), Адам Джонстон (редактор звука/дизайн звука), Марк Мейер (редактор звука/дизайн звука), Пол Дилер (редактор звука), Дэвид Линч (редактор звука), Брайан Риснер (редактор звука), Стюарт Калдерон (редактор звука/монтажёр фоли), Кейси Крэбтри (художник фоли), Майкл Крэбтри (художник фоли) | Лучшее редактирование звука на телевидении: Сокращённая форма — Звуковые эффекты и Фоли (1-я серия 1-го сезона «Пилотная серия»)       | Номинация |
| 2007 | Майкл Лоуши (контролирующий редактор звука), Марк Мейер (дизайн звука), Джеки Крэбтри (контролирующий редактор фоли), Кейси Крэбтри (художник фоли), Майкл Крэбтри (художник фоли), Монетт Бэк (художник фоли), Джейсон Оливер (редактор звуковых эффектов) | Лучшее редактирование звука на телевидении: Сокращённая форма — Звуковые эффекты и Фоли (21-я серия 1-го сезона «Спасение»)            | Номинация |
| 2008 | Майкл Лоуши (контролирующий редактор звука), Марк Мейер (дизайн звука), Пол Дилер (редактор звука), Норвал Кручер, III (контролирующий редактор звука), Стюарт Калдерон (редактор звука), Тимоти Кливленд (редактор звука), Дэвид Линч (редактор звука), Кейси Крэбтри (художник фоли), Майкл Крэбтри (художник фоли)                                                                    | Лучшее редактирование звука на телевидении: Сокращённая форма — Звуковые эффекты и Фоли (22-я серия 2-го сезона «Врата ада, часть 2»)  | Номинация |
| 2011 | Монетт Мелвин (художник фоли), Рик Оуэнс (художник фоли), Майкл Лоуши (контролирующий редактор звука), Марк Мейер (дизайн звука), Тревор Сперри (контролирующий редактор фоли), Пол Дилер (редактор звука), Норвал Кручер, III (контролирующий редактор звука), Тимоти Кливленд (редактор звука)                                                                                         | Лучшее редактирование звука на телевидении: Сокращённая форма — Звуковые эффекты и Фоли (18-я серия 5-го сезона «Обратной дороги нет») | Номинация |

## Leo Awards
Основанная в 1999 году Фондом кинематографических искусств и наук Британской Колумбии, ежегодная премия Leo Awards, присуждаемая за художественные достижения.
| Год  | Номинируемая работа                                                            | Категория | Результат |
| ---- | ------------------------------------------------------------------------------ | --- | --------- |
| 2008 | Джессика Хэрмон                                                                | Лучшая эпизодическая женская роль драматического телесериала (21-я серия 2-го сезона «Врата ада, часть 1»)                   | Номинация |
| 2009 | Мэнди Плэйдон                                                                  | Лучшая эпизодическая женская роль драматического телесериала (11-я серия 4-го сезона «Фамильные останки»)                    | Номинация |
| 2011 | Иван Хэйден, Грант Линдсей                                                     | Лучшие визуальные эффекты в драматическом телесериале (19-я серия 5-го сезона «Молот Богов»)                                 | Победа    |
| 2011 | Мэтт Фрюэр                                                                     | Лучшая эпизодическая мужская роль драматического телесериала (21-я серия 5-го сезона «Две минуты до полуночи»)               | Номинация |
| 2012 | Иван Хэйден, Грант Линдсей                                                     | Лучшие визуальные эффекты в драматическом телесериале (1-я серия 7-го сезона «Встречайте нового босса»)                      | Номинация |
| 2013 | Патриция Харгривз                                                              | Лучший дизайн костюмов в драматическом сериале (19-я серия 7-го сезона «Дело жизни и смерти»)                                | Номинация |
| 2014 | Марк Мелош, Грант Линдсей, Кристофер Ричардсон, Тревор Чонг, Кевин Гензель     | Лучшие визуальные эффекты в драматическом сериале (23-я серия 8-го сезона «Жертва»))                                         | Победа    |
| 2015 | Бриана Бакмастер                                                               | Лучшее выступление приглашённой актрисы в драматическом сериале (8-я серия 10-го сезона «Полиция Хиббинга спешит на помощь») | Победа    |
| 2016 | Марк Мелош, Грант Линдсей, Адам Уильямс, Кристофер Ричардсон, Младен Михоличич | Лучшие визуальные эффекты в драматическом сериале (9-я серия 11-го сезона «О где же ты, брат?»)                              | Номинация |
| 2016 | Марк Мелош, Грант Линдсей, Кристофер Ричардсон, Младен Михоличич, Кори Вирс    | Лучшие визуальные эффекты в драматическом сериале (23-я серия 10-го сезона «Сторож брату своему»)                            | Номинация |
| 2016 | Шармейн Кларк                                                                  | Лучший стилист в драматическом сериале (19-я серия 10-го сезона «Проект „Вертер“»)                                           | Победа    |
| 2018 | Роб Хейтер                                                                     | Лучший постановщик трюков в драматическом сериале (1-я серия 13-го сезона «Потерянное и найденное»)                          | Номинация |
| 2018 | Сет Джонсон                                                                    | Лучшее выступление приглашённого актёра в драматическом сериале (5-я серия 13-го сезона «Танатология для продвинутых»)       | Номинация |

## People’s Choice Awards
Ежегодная премия People’s Choice Awards, которая присуждается деятелям поп-культуры по итогам зрительского голосования.
| Год  | Номинируемая работа                         | Категория                                 | Результат |
| ---- | ------------------------------------------- | ----------------------------------------- | --------- |
| 2009 | «Сверхъестественное»                        | Любимый фантастический телесериал         | Номинация |
| 2010 | «Сверхъестественное»                        | Любимый фантастический телесериал         | Победа    |
| 2011 | «Сверхъестественное»                        | Любимый фантастический телесериал         | Номинация |
| 2012 | «Сверхъестественное»                        | Любимая драма сетевого ТВ                 | Победа    |
| 2012 | «Сверхъестественное»                        | Любимый фантастический телесериал         | Победа    |
| 2013 | «Сверхъестественное»                        | Любимый фантастический телесериал         | Победа    |
| 2013 | «Сверхъестественное»                        | Лучший фандом телесериала                 | Победа    |
| 2013 | Джаред Падалеки                             | Любимый драматический актёр ТВ            | Номинация |
| 2013 | Дженсен Эклс                                | Любимый драматический актёр ТВ            | Номинация |
| 2014 | «Сверхъестественное»                        | Любимый фантастический телесериал         | Номинация |
| 2014 | Джаред Падалеки, Дженсен Эклс, Миша Коллинз | Любимый ТВ-броманс                        | Победа    |
| 2014 | Джаред Падалеки                             | Любимый актёр фантастического телесериала | Номинация |
| 2014 | Дженсен Эклс                                | Любимый актёр фантастического телесериала | Номинация |
| 2015 | «Сверхъестественное»                        | Любимый фантастический телесериал         | Номинация |
| 2015 | Джаред Падалеки                             | Любимый актёр фантастического телесериала | Номинация |
| 2015 | Дженсен Эклс                                | Любимый актёр фантастического телесериала | Номинация |
| 2015 | Миша Коллинз                                | Любимый актёр фантастического телесериала | Победа    |
| 2015 | Джаред Падалеки и Дженсен Эклс              | Любимый дуэт на ТВ                        | Номинация |
| 2016 | «Сверхъестественное»                        | Любимый фантастический телесериал         | Номинация |
| 2016 | Дженсен Эклс                                | Любимый актёр фантастического телесериала | Победа    |
| 2016 | Миша Коллинз                                | Любимый актёр фантастического телесериала | Номинация |
| 2018 | «Сверхъестественное»                        | Фантастический сериал года: 2018          | Номинация |
| 2019 | «Сверхъестественное»                        | Фантастический сериал года: 2019          | Ожидается |

## Дневная премия «Эмми»
Главная американская премия в области телевидения, ежегодно вручаемая Американской телевизионной академией. Первая церемония вручения состоялась в 1949 году и первоначально называлась просто «Премия Эмми», вплоть до 1972 года пока не была создана «Дневная премия „Эмми“» и слово «прайм-тайм» было добавлено в название.
| Год  | Номинируемая работа | Категория                                                                          | Результат |
| ---- | --- | ---------------------------------------------------------------------------------- | --------- |
| 2006 | Кристофер Леннерц | Лучшая музыкальная композиция для телесериала                                      | Номинация |
| 2006 | Майкл Лоуши (контролирующий редактор звука), Тимоти Кливленд (редактор звуковых эффектов), Пол Дилер (редактор звуковых эффектов), Марк Мейер (редактор звуковых эффектов), Дэвид Линч (редактор звуковых эффектов), Джессика Диксон (редактор диалогов), Карин Фостер (редактор диалогов/ADR), Крис Макгири (редактор музыки), Дэвид Ли Фейн (художник фоли), Джуди Томас (художник фоли) | Лучшее редактирование звука в телесериале                                          | Номинация |
| 2008 | Майкл Лоуши (контролирующий редактор звука), Норвал Кручер, III (контролирующий редактор звука), Карин Фостер (редактор диалогов), Марк Мейер (контролирующий редактор звуковых эффектов), Тимоти Кливленд (редактор звуковых эффектов), Пол Дилер (редактор звуковых эффектов) | Лучшее редактирование звука (12-я серия 3-го сезона «По законам военного времени») | Номинация |

## Rondo Hatton Classic Horror Awards
Ежегодная премия, присуждаемая выдающимся произведениям в жанре Ужас.
| Год  | Номинируемая работа  | Категория                                                                           | Результат |
| ---- | -------------------- | ----------------------------------------------------------------------------------- | --------- |
| 2009 | «Сверхъестественное» | Лучшая телевизионная презентация (3-я серия 4-го сезона «В начале»)                 | Номинация |
| 2010 | «Сверхъестественное» | Лучшая телевизионная презентация (4-я серия 5-го сезона «Конец»)                    | Номинация |
| 2011 | «Сверхъестественное» | Лучшая телевизионная презентация (5-я серия 6-го сезона «Сумерки крепкого орешка»)  | Номинация |
| 2011 | «Сверхъестественное» | Лучшая телевизионная презентация (17-я серия 6-го сезона «Страшный сон Селин Дион») | Номинация |
| 2013 | «Сверхъестественное» | Лучшая телевизионная презентация (18-я серия 7-го сезона «Вздрогнем, Гарт!»)        | Номинация |

## Saturn Awards
Ежегодная премия Saturn Awards, вручаемая Академией научной фантастики, фэнтези и фильмов ужасов. Вручается с 1972 года по результатам голосования членов Академии.
| Год  | Номинируемая работа  | Категория                                             | Результат |
| ---- | -------------------- | ----------------------------------------------------- | --------- |
| 2006 | «Сверхъестественное» | Лучший телесериал, сделанный для эфирного телевидения | Номинация |
| 2008 | «Сверхъестественное» | Лучший телесериал, сделанный для эфирного телевидения | Номинация |
| 2009 | «Сверхъестественное» | Лучший телесериал, сделанный для эфирного телевидения | Номинация |
| 2011 | «Сверхъестественное» | Лучший телесериал, сделанный для эфирного телевидения | Номинация |
| 2012 | «Сверхъестественное» | Лучший телесериал, сделанный для эфирного телевидения | Номинация |
| 2013 | «Сверхъестественное» | Лучший телесериал, сделанный для эфирного телевидения | Номинация |
| 2014 | «Сверхъестественное» | Лучший телесериал, ориентированный на молодёжь        | Номинация |
| 2015 | «Сверхъестественное» | Лучший телесериал, ориентированный на молодёжь        | Номинация |

## SFX Awards
Награда одноимённого журнала, посвящённого научной фантастике и фэнтези.
| Год  | Номинируемая работа                                                      | Категория                                                      | Результат |
| ---- | ------------------------------------------------------------------------ | -------------------------------------------------------------- | --------- |
| 2007 | Дженсен Эклс                                                             | Лучший телевизионный актёр                                     | Номинация |
| 2008 | «Сверхъестественное»                                                     | Лучший телевизионный сериал                                    | Номинация |
| 2008 | Джаред Падалеки                                                          | Лучший телевизионный актёр                                     | Номинация |
| 2010 | «Сверхъестественное»                                                     | Лучший телевизионный сериал                                    | Победа    |
| 2010 | Роберт Сингер (режиссёр), Джули Сьедж (сценарист)                        | Лучшая серия (12-я серия 4-го сезона «Крис Энджел — шарлатан») | Номинация |
| 2011 | «Сверхъестественное»                                                     | Лучший телевизионный сериал                                    | Номинация |
| 2011 | Стив Бойум (режиссёр), Эрик Крипке (телесценарий), Эрик Гевирц (история) | Лучшая серия (22-я серия 5-го сезона «Лебединая песня»)        | Номинация |
| 2013 | «Сверхъестественное»                                                     | Лучший телевизионный сериал                                    | Победа    |
| 2013 | «Сверхъестественное»                                                     | Лучшая серия (8-я серия 8-го сезона «Отважный охотник»)        | Победа    |
| 2013 | Джаред Падалеки                                                          | Лучший телевизионный актёр                                     | Номинация |
| 2013 | Дженсен Эклс                                                             | Лучший телевизионный актёр                                     | Номинация |
| 2013 | Миша Коллинз                                                             | Лучший телевизионный актёр                                     | Номинация |
| 2013 | Дженсен Эклс                                                             | Сексуальный мужчина                                            | Победа    |
| 2013 | Джаред Падалеки                                                          | Сексуальный мужчина                                            | Номинация |
| 2013 | Миша Коллинз                                                             | Сексуальный мужчина                                            | Номинация |
| 2013 | Кроули                                                                   | Лучший злодей                                                  | Номинация |

## Teen Choice Awards
Молодёжная награда Teen Choice Awards, ежегодно присуждаемая компанией Fox. Программа поощряет крупнейшие ежегодные достижения в музыке, кино, спорте, телевидении, моде и др., голосование проводится среди подростков 13—19 лет. В программе участвуют знаменитости и музыкальные исполнители.
| Год  | Номинируемая работа         | Категория                                                     | Результат |
| ---- | --------------------------- | ------------------------------------------------------------- | --------- |
| 2006 | «Сверхъестественное»        | Выбор прорывного шоу                                          | Номинация |
| 2006 | Дженсен Эклс                | Выбор прорывной звезды                                        | Номинация |
| 2007 | Джаред Падалеки             | Choice TV: Актёр драматического сериала                       | Номинация |
| 2010 | «Сверхъестественное»        | Choice TV: Фантастический сериал                              | Номинация |
| 2011 | «Сверхъестественное»        | Choice TV: Фантастический сериал                              | Номинация |
| 2011 | Джаред Падалеки             | Choice TV: Актёр фантастического сериала                      | Номинация |
| 2012 | «Сверхъестественное»        | Choice TV: Фантастический сериал                              | Номинация |
| 2012 | Дженсен Эклс                | Choice TV: Актёр фантастического сериала                      | Номинация |
| 2012 | Джаред Падалеки             | Choice TV: Актёр фантастического сериала                      | Номинация |
| 2013 | «Сверхъестественное»        | Choice TV: Фантастический сериал                              | Номинация |
| 2013 | Дженсен Эклс                | Choice TV: Актёр фантастического сериала                      | Номинация |
| 2013 | Джаред Падалеки             | Choice TV: Актёр фантастического сериала                      | Номинация |
| 2015 | Джаред Падалеки             | Choice TV: Актёр фантастического сериала                      | Победа    |
| 2015 | Дженсен Эклс и Миша Коллинз | Choice TV: Химия                                              | Победа    |
| 2016 | «Сверхъестественное»        | Choice TV: Фантастический сериал                              | Номинация |
| 2016 | Джаред Падалеки             | Choice TV: Актёр фантастического сериала                      | Номинация |
| 2016 | Миша Коллинз                | Choice TV: Актёр второго плана, приковывающий к себе внимание | Номинация |
| 2016 | Дженсен Эклс и Миша Коллинз | Choice TV: Химия                                              | Номинация |
| 2017 | «Сверхъестественное»        | Choice TV: Фантастический сериал                              | Номинация |
| 2017 | Дженсен Эклс                | Choice TV: Актёр фантастического сериала                      | Номинация |
| 2017 | Марк Пеллегрино             | Choice TV: Злодей                                             | Номинация |
| 2018 | «Сверхъестественное»        | Choice TV: Фантастический сериал                              | Номинация |

## TV Guide Awards
Премия, созданная редакторами «TV Guide».
| Год  | Номинируемая работа  | Категория                           | Результат |
| ---- | -------------------- | ----------------------------------- | --------- |
| 2011 | «Сверхъестественное» | Любимый фантастический телесериал   | Победа    |
| 2011 | Дженсен Эклс         | Любимый актёр                       | Победа    |
| 2011 | Миша Коллинз         | Любимый сверхъестественный персонаж | Победа    |
| 2012 | «Сверхъестественное» | Любимый телесериал ужасов           | Победа    |

## Young Artist Awards
Ежегодная премия Young Artist Awards, которая вручается «Фондом молодого актёра». Впервые премии были вручены в 1979 году, эти награды вручались талантливым молодым людям на телевидении и в кинематографе.
| Год  | Номинируемая работа | Категория | Результат |
| ---- | ------------------- | --- | --------- |
| 2007 | Колби Пол           | Лучшее исполнение в телесериале — приглашённый молодой актёр                                                  | Номинация |
| 2008 | Николас Элиа        | Лучшее исполнение в телесериале — приглашённый молодой актёр (2-я серия 3-го сезона «С детьми всё в порядке») | Номинация |
| 2008 | Кончита Кэмпбелл    | Лучшее исполнение в телесериале — приглашённая молодая актриса (2-я серия 3-го сезона «Игрушки»)              | Номинация |
| 2009 | Николь Ледюк        | Лучшее исполнение в телесериале — приглашённая молодая актриса                                                | Победа    |
| 2010 | Колин Форд          | Лучшее исполнение в телесериале — приглашённый молодой актёр (13 лет и младше)                                | Победа    |
| 2010 | Кэйнан Уайби        | Лучшее исполнение в телесериале — приглашённый молодой актёр (13 лет и младше)                                | Номинация |
| 2010 | Далила Бела         | Лучшее исполнение в телесериале — приглашённая молодая актриса                                                | Номинация |
| 2011 | Эдом Осей           | Лучшее исполнение в телесериале — приглашённый молодой актёр (11—13 лет)                                      | Номинация |

## Hugo Awards
Hugo Award — это награда, присуждаемая Всемирным научно-фантастическим обществом за лучшие произведения фантастики или фэнтези в предыдущем году.
| Год  | Номинируемая работа  | Категория                                                                                              | Результат |
| ---- | -------------------- | --- | --------- |
| 2016 | «Сверхъестественное» | Лучшее описание драматической ситуации, короткая форма (8-я серия 11-го сезона «Лишь моё воображение») | Номинация |